# Strong Island
|  | Denne artikel er oprettet af botten Steenthbot ud fra en ekstern database. Den kan derfor have sproglige fejl eller mangler. Denne skabelon kan fjernes efter kontrol af indholdet. |

Strong Island er en amerikansk dokumentarfilm fra 2017 instrueret af Yance Ford.

## Handling
'Strong Island' er en familiekrønike fortalt på tværs af tid, geografi og tragedier. Fra raceadskillelsen i Jim Crows Sydstats-Amerika til drømmen om et frit New York; fra forestillingen om det fredelige middelklasse-forstadsliv til en malstrøm af voldelig død. Filmen portrætterer Ford familiens historie - Barbara Dunmore, William Ford Senior og deres tre børn, hvis liv formes i skyggen af raceforskellenes afgørende betydning i USA. I april 1992 på Long Island bliver familien Fords ældste barn, William Jr., en sort, 24-årig lærer, myrdet af Mark Reilly, en hvid 19-årig mekaniker. Selvom Ford ikke var bevæbnet, blev han gjort til den hovedmistænkte i sin egen mordsag. Strong Island kredser på sin egen dybtfølte og reflekterende måde om dette scenarie og om spørgsmålet om, hvad man kan gøre, når sorgen over et tab er så uløseligt forbundet med historisk uretfærdighed og racisme. For hvordan forholder man sig til en tragedie, som indhylles i tavshed, som kan låse en familie fast i en imitation af livet og efterlade en hel nation med en falsk følelse af retfærdighed?